# Lutherkirche (Leer)

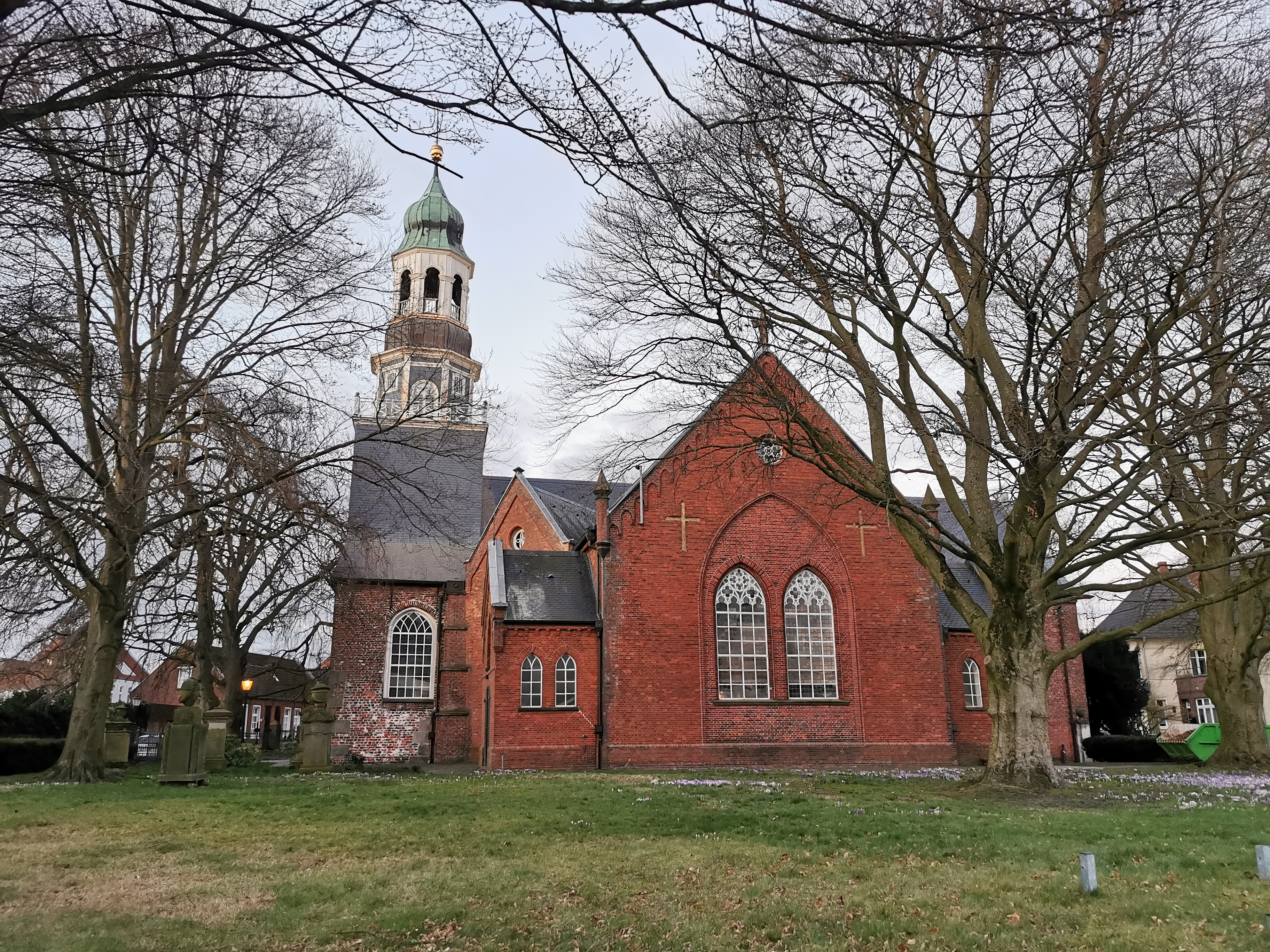
Lutherkirche in Leer von Süden

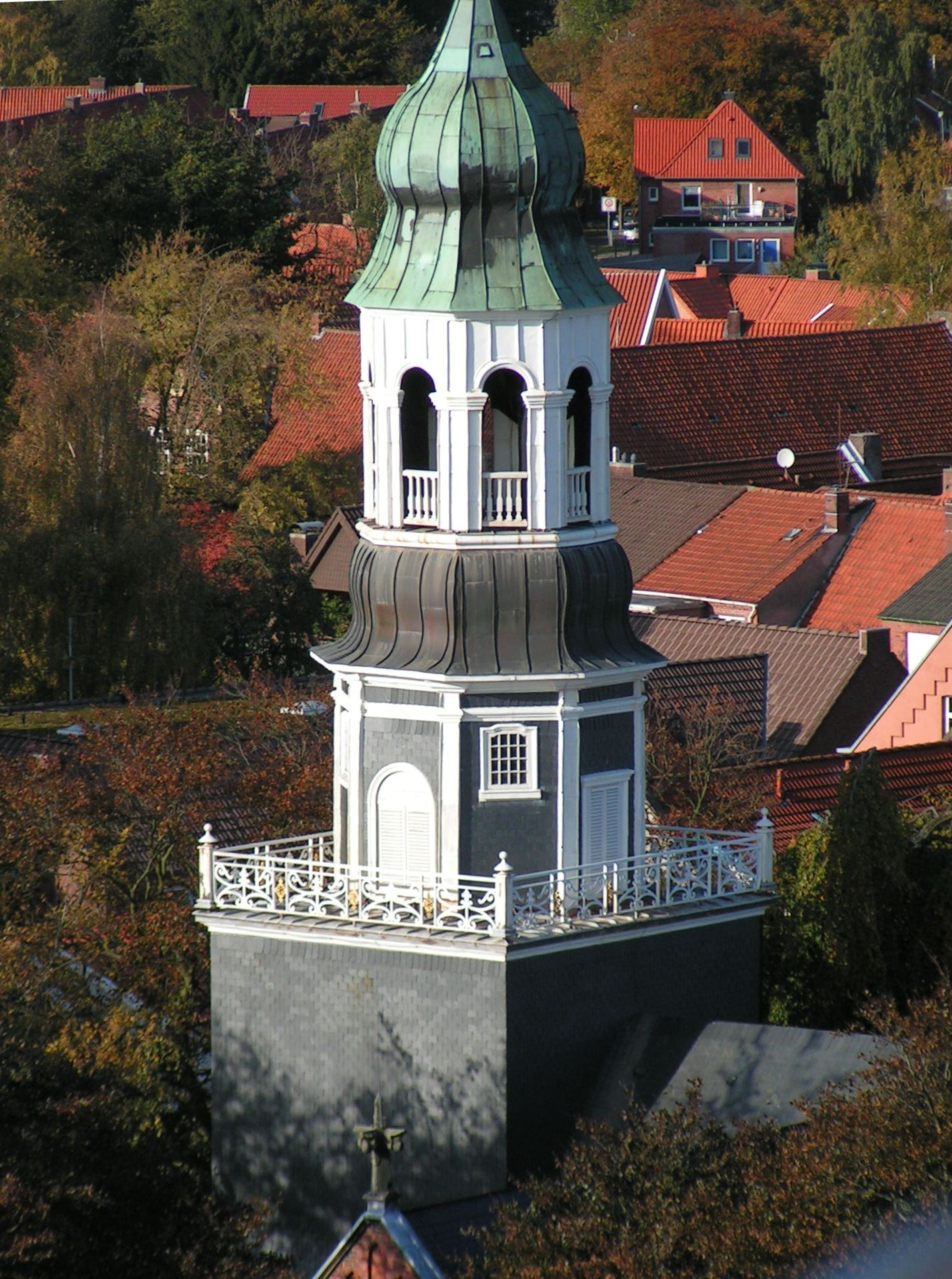
Glockenturm der Lutherkirche

Die Lutherkirche Leer (Ostfriesland) wurde 1675 als Barockkirche gebaut, später mehrfach erweitert und im Grundriss zu einer Kreuzkirche ausgebaut. Überregionale Bekanntheit hat die Orgel von Jürgen Ahrend erlangt.

## Geschichte
Die Lutheraner im reformierten Leer mussten bis 1639 lutherische Kirchen außerhalb der Stadt besuchen. Ab 1639 schlossen sie sich der Kirchengemeinde in Logabirum an. Dank der Erlaubnis von Christine Charlotte konnte die Saalkirche 1675 errichtet werden, für die auch großformatigen Steine aus dem aufgehobenen Kloster Thedinga zur Verfügung gestellt wurden. 1706–1710 erfolgte ein Erweiterungsbau im Westen. Der Bau eines Glockenturms scheiterte 1706 zunächst am Widerstand der benachbarten reformierten Kirche, die für das Beerdigungsläuten eine Gebühr erhielten, und konnte erst 1766 ausgeführt werden. 1738 wurde durch einen kurzen Nordanbau das Gebäude T-förmig erweitert. 1793 wurde der Chor nach Osten verlängert, eine Sakristei angebaut sowie im Inneren ein hölzernes Tonnengewölbe eingezogen, um mehr Raum für eine neue Orgel zu bieten. 1882 vervollständigte ein Südflügel den Ausbau auf einem kreuzförmigen Grundriss.
Bei einer Innenrenovierung im Jahr 1910 wurden alte Deckenmalereien freigelegt, die in die Neuausmalung einbezogen wurden. Im selben Jahr erhielt die Kirche im Nordwesten ein Treppenhaus für die Emporen. Am Ende des Zweiten Weltkriegs erlitt die Lutherkirche Schäden und wurde nach Wiederherstellungsarbeiten am 1. Advent 1946 wieder eingeweiht. Die Glockengießerei Bachert goss 1969 ein neues Dreiergeläut aus Bronze. 1987/1988 folgte eine umfassende Innen- und Außenrenovierung. 2002 schaffte die Gemeinde eine neue Orgel und 2016 einen neuen Taufstein an.  Bei Aufräumarbeiten im Kirchenarchiv im Frühjahr 2020 wurde eine Lutherbibel von 1572 entdeckt.

## Baubeschreibung

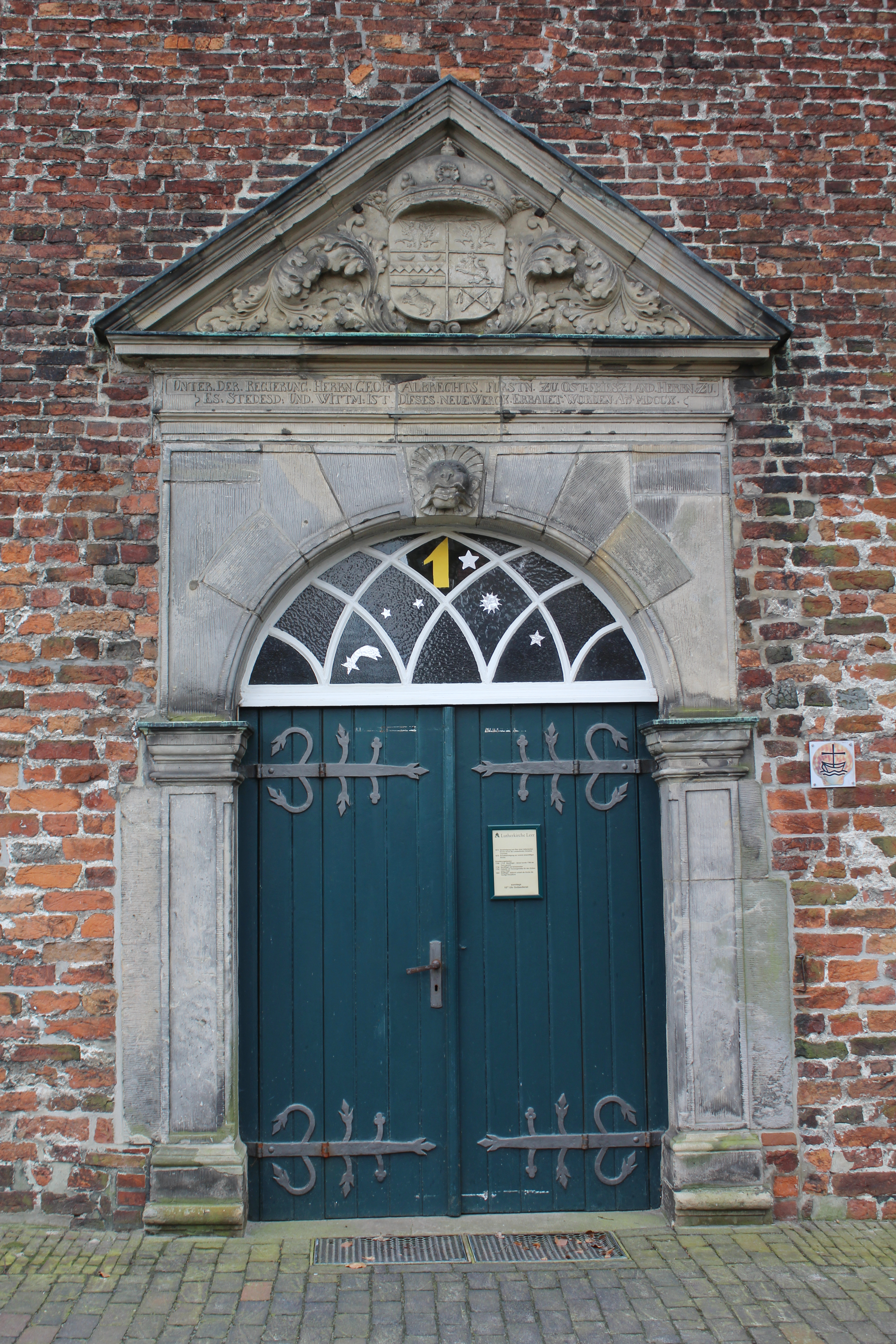
Westportal von 1710

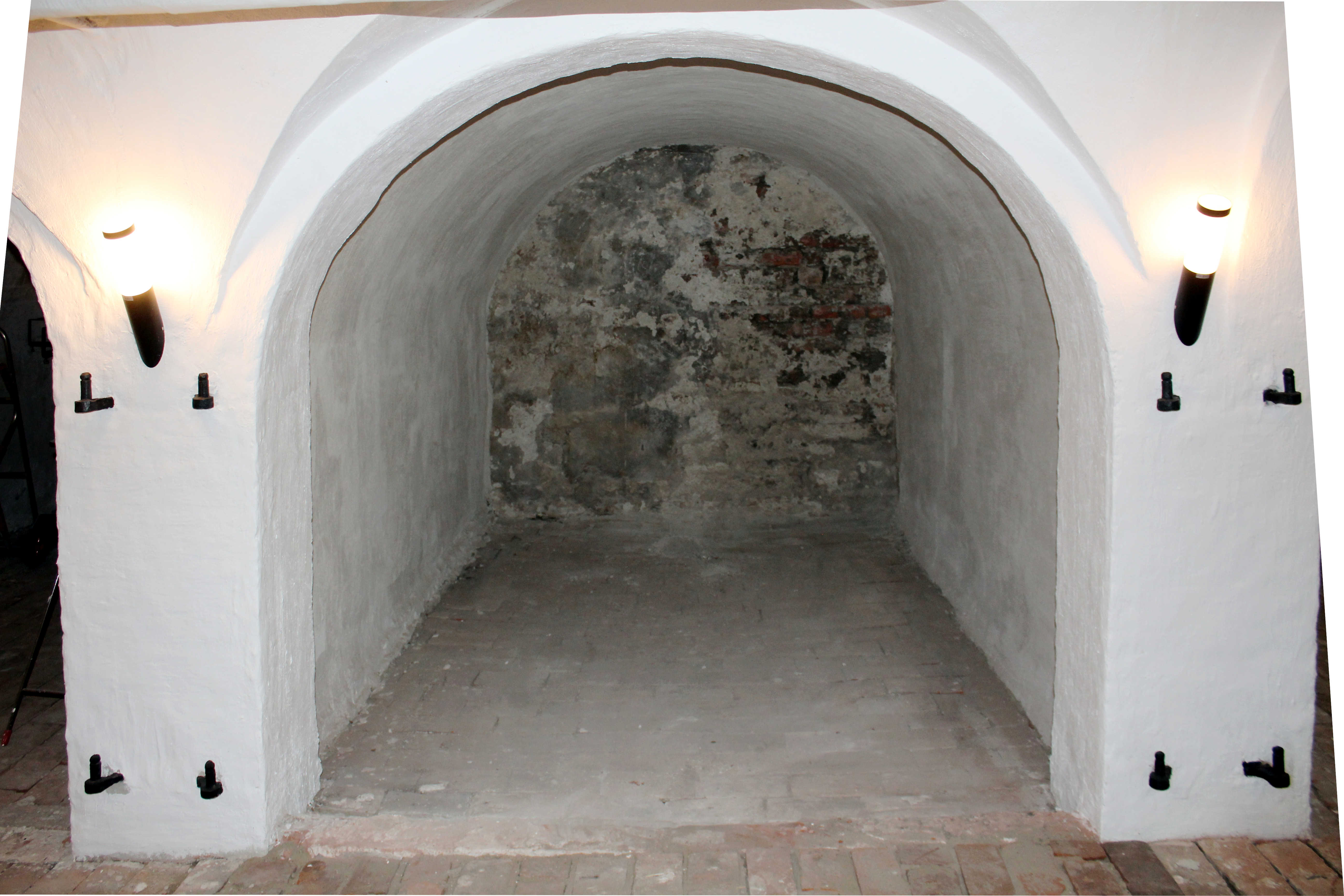
Familiengruft unterhalb der Kirche

In seiner heutigen Gestalt präsentiert sich das Gebäude als Zentralbau in der Form eines griechischen Kreuzes. Eine Bauinschrift am Chor erinnert an die Grundsteinlegung am 2. Juni 1675:

„D[eo] T[rino] O[ptimo] M[aximo] A[nnuente] / Anno post Christ[um] nat[um] / M. DC. LXXV. die II Jun[ii] / posuit / Huj[us] templi lapid[es] angulares / sub / Auspiciis & Regim[ine] D[omi]n[ae] Matris / CHRISTINAE CHARLOTTAE / natae Duc[issae] Wurtenb[ergii] & Tecciae, / Subditis suis Lehranis / desideratum hactenus diu / Euang[elicae] Invar[iatae] Augustanae / confessionis exercitium / gratiose concedentis / CHRISTIAN EBERHARD / Princeps Fris[iae] Orient[alis] / D[omi]n[i] Esenae Stedesd[orfii] / et Witm[undae]“

„Durch Gewährung des dreifaltigen besten und höchsten Gottes hat im Jahr nach Christi Geburt 1675 am 2. Juni die Ecksteine dieses Gotteshauses gelegt – unter der Leitung und Regentschaft der Herrin Mutter Christine Charlotte geb. Herzogin von Württemberg und Teck, die ihren Leerer Untertanen die bisher lang ersehnte Ausübung des unveränderten Augsburger Bekenntnisses gnädig gewährt hat – Christian Eberhard, Fürst von Ostfriesland, Herr von Esens, Stedesdorf und Wittmund.“

Das geostete Langhaus von 1675 wurde im 18. Jahrhundert nach Osten wie nach Westen ausgebaut. Nach Norden und Süden erhielt das Schiff nachträglich Seitenarme mit kleinen Anbauten nach Osten und Westen und in den vier Ecken schräggestellte Erkerbauten, sodass von der ursprünglichen Gestalt nicht mehr viel erkennbar ist. Die 800 Jahre alten Klostersteine sind noch an drei Stellen zu sehen, nämlich an den beiden Seiten des Langhauses östlich der Vierung und im Unterbau des Turms im Westen. Die schiefergedeckten Dächer nehmen eine Fläche von 1400 Quadratmetern ein. Der Südflügel ermöglicht durch zwei Eingänge Zugang zur Empore, während im Nordwesten ein 1910 angebauter polygonaler Treppenturm mit geschwungenem, zweistufigem Helm diese Funktion übernimmt. Das 1710 geschaffene barocke Westportal aus Sandstein ist aufwendiger gestaltet und wird von zwei Pilastern flankiert. Über dem Rundbogen trägt der Architrav eine Bauinschrift: „UNTER · DER · REGIERUNG · HERRN · GEORG · ALBRECHTS · FÜRSTN · ZU · OST=FRIESZLAND · HERRN · ZU · ES[ENS]: STEDESD[orf]: UND · WITTM[UND]: IST · DIESES · NEUE · WERCK · ERBAUET · WORDEN · Ao · MDCCX ·“. Den Abschluss bildet ein Dreiecksgiebel mit dem ostfriesischen Wappen, das von Akanthus umgeben wird. Im Inneren sind die flachgedeckten Seitenarme durch drei große Korbbögen auf Freipfeilern mit dem Langschiff verbunden, erscheinen jedoch von dem beherrschenden Langhaus separiert.
Unter der Kirche sind acht Grüfte angelegt, die durch Türen verschließbar waren. Dort wurde Maria Catharina Rösingh (* 19. Oktober 1769; † 13. Februar 1839) am 19. Februar 1839 beigesetzt, die der Luthergemeinde große Schenkungen gestiftet und die Kirchen- und Armenkasse testamentarisch als Haupterben bedacht hatte, und die Gruft daraufhin vermauert. Zudem wurde ihre Mutter Euphrosina Juliana Brawe (1734–1819) dort bestattet. Von weiteren Beisetzungen in der Familiengruft ist  nichts bekannt.
Der Glockenturm an der Westseite erhebt sich über quadratischem Grundriss und erreicht eine Höhe von 32 Metern. Über dem hohen Unterbau mit Eckquaderung bildet ein kleines Oktogon das Mittelstück, das zur achteckigen offenen Laterne überleitet, die von einem zwiebelförmigen Helm abgeschlossen wird. Ein goldener Schwan als Symbol der Lutherischen Kirche über dem Kupferdach bekrönt den Turm. Die kleine Weltenkrone am Schwanenhals ist eine Reverenz an Friedrich den Großen, der den Bau genehmigt hatte. Die drei Bronzeglocken der Firma Bachert wurden 1969 gegossen und erklingen auf den Schlagtönen fis′, gis′ und h′ im Gloria-Motiv.

## Ausstattung

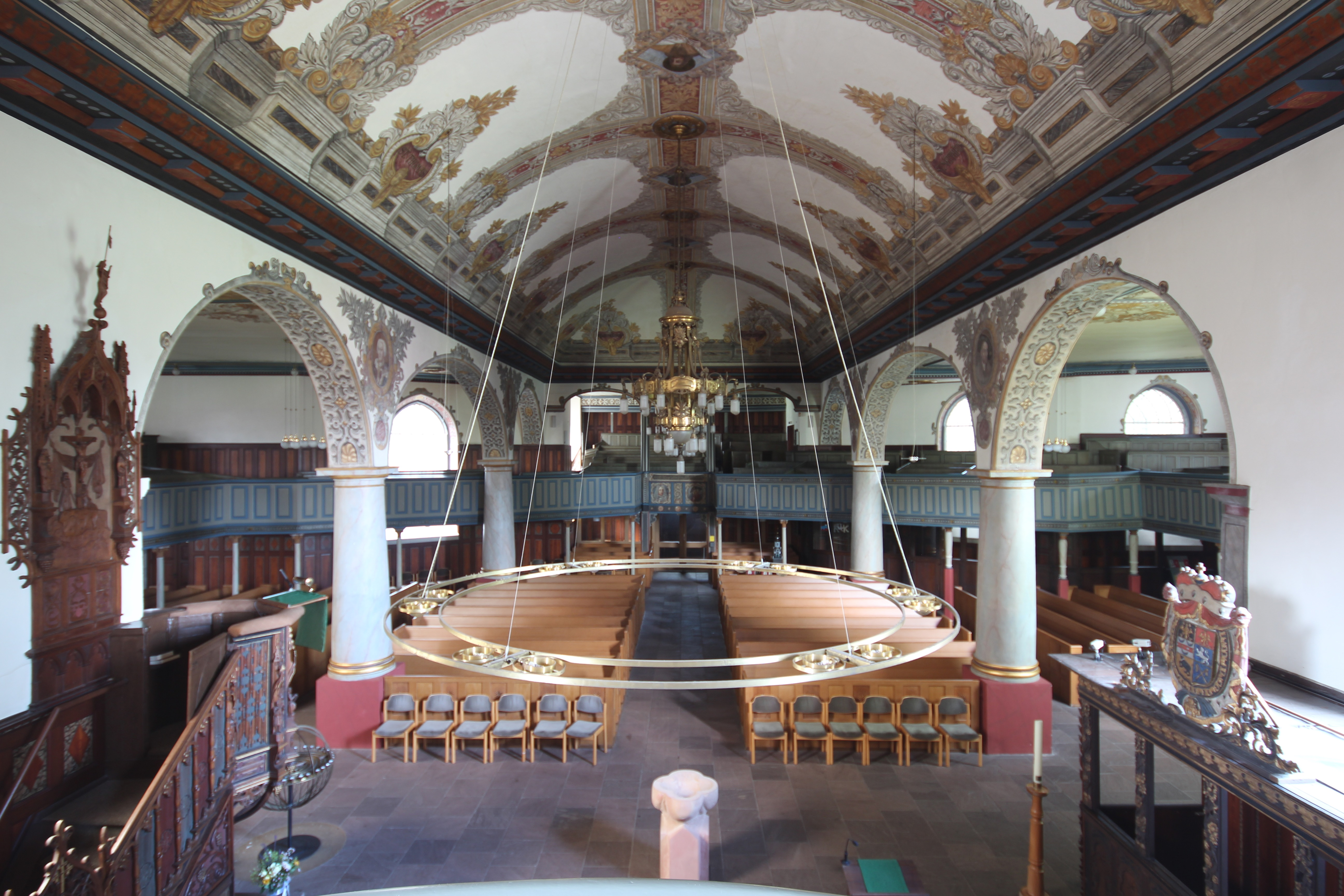
Innenraum Richtung Westen

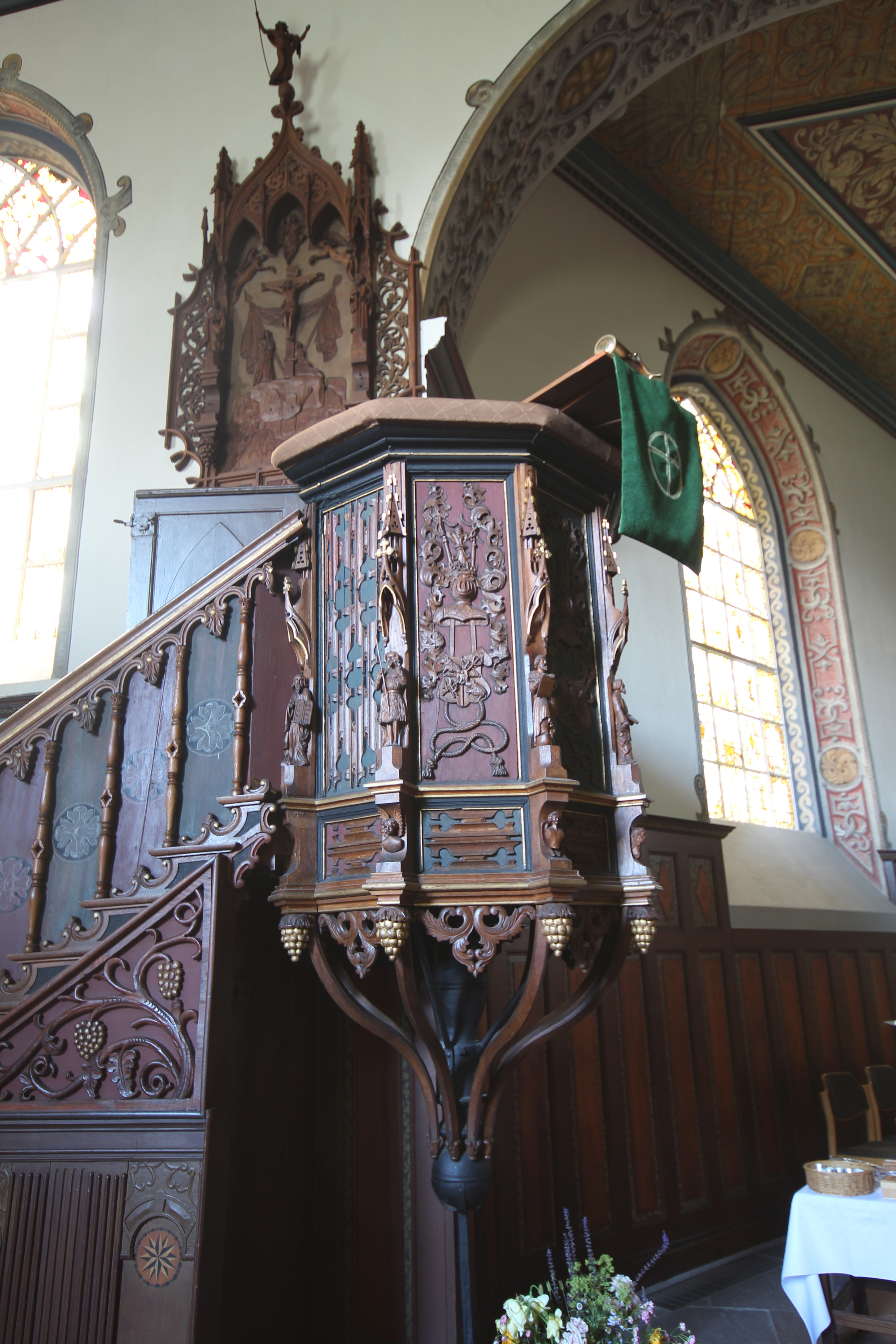
Kanzel der Lutherkirche

Das Innere der Kirche ist im Wesentlichen barock, hat aber durch die Renovierung im Jahr 1910 seine heutige Gestalt erhalten. Im Mittelschiff wurde ein Tonnengewölbe eingezogen und durch Reinhard Ebeling (Hannover) im Stil des Neobarock bunt ausgemalt, wobei die Reste wiederentdeckter Malereien integriert wurden. Aus dieser Zeit stammen auch die Holzvertäfelungen an den Seiten und die Bemalung im Kirchenraum. Zentral auf der Decke des Mittelschiffs sind Christus und die vier Evangelisten dargestellt. An der Nord- und Westseite sind die Bildnisse der ostfriesischen Fürsten Edzard I., Christian Eberhard, Christine Charlotte, Georg Albrecht, Carl Edzard sowie Friedrich II. angebracht. In den Kartuschen am unteren Rand des Tonnengewölbes sind die Namen der zwölf Apostel angebracht, wobei Thaddäus und Bartholomäus ungewöhnlicherweise zweimal erscheinen.
Da keine Vorgängerkirche bestand, konnten keine älteren Einrichtungsgegenstände übernommen werden. Nur die reich verzierte, polygonale Kanzel mit Wappen und Faltwerk in den hochrechteckigen Füllungen ist älter als das Kirchengebäude. Sie war ein Geschenk der lutherischen Gemeinde Esens und erfuhr eine eingreifende Restaurierung. Die Vermutung, dass sie möglicherweise aus dem Kloster Ihlow stammt, ist durch die Wappen widerlegt, die auf eine Stiftung von Walburgis von Rietberg um 1576 hinweisen. Während die äußersten beiden Felder mit Rollwerk verziert sind, tragen die vier mittleren Felder Wappen. Walburgis eigenes Rietberger Wappen und das ihrer Mutter, der Gräfin von Bentheim-Steinfurt, werden von den Wappen ihrer Großmutter Onna von Rietberg und der Esenser Urgroßmutter Armgard von Oldenburg flankiert, den einstigen Regentinnen des Harlingerlandes.
Der Altar wurde im Jahr 1696 aus einem massiven Steinblock gefertigt. Er ist um zwei Stufen erhöht und wird von einer rot marmorierten Mensaplatte über Schräge bedeckt. Im Jahr 1910 schuf der Bildhauer P. Vogler (Hannover) das Kruzifix auf dem Altar, das die Kirche als lutherisch ausweist. Der alte achteckige Taufstein ist eine Gips-Replik. Ein neues Taufbecken des Bildhauers Gerd Christmann aus hellrotem Bentheimer Sandstein wurde im Jahr 2016 eingeweiht. Der vierseitige Fuß hat an den Seiten Obelisken und trägt eine große Schale in Gestalt eines Vierpasses. Die umlaufenden Emporen sind mit barocken Holzschnitzarbeiten reich verziert. Der Fürstenstuhl mit dem ostfriesischen Wappen erhielt 1732 seine heutige Gestalt; der untere Teil mit Schnitzwerk und Intarsien stammt aus dem ausgehenden 17. Jahrhundert. Das sechsteilige, bekrönte Wappen wird von einem weiß-roten Hermelinmantel umschlossen und ist unten mit einem Elefanten verziert, der auf die Verleihung des dänischen Elefanten-Ordens hinweist. Der „Meese’sche Stuhl“ datiert von 1740. Ein Schild aus Eichenholz in Form eines gekrönten preußischen Adlers, der in seinen Klauen Reichsapfel und Zepter hält, erinnert an die Einweihung des Glockenturms am 1. Juni 1766. Auf der Vorderseite sind das ostfriesische Wappen und das Monogramm FR (Fridericus Rex) von Friedrich dem Großen angebracht, der 1764 den Bau genehmigte, und auf der Rückseite der Bibelvers „Fürchtet Gott / ehrt den König“ aus 1 Petr 2,17 .

## Orgel

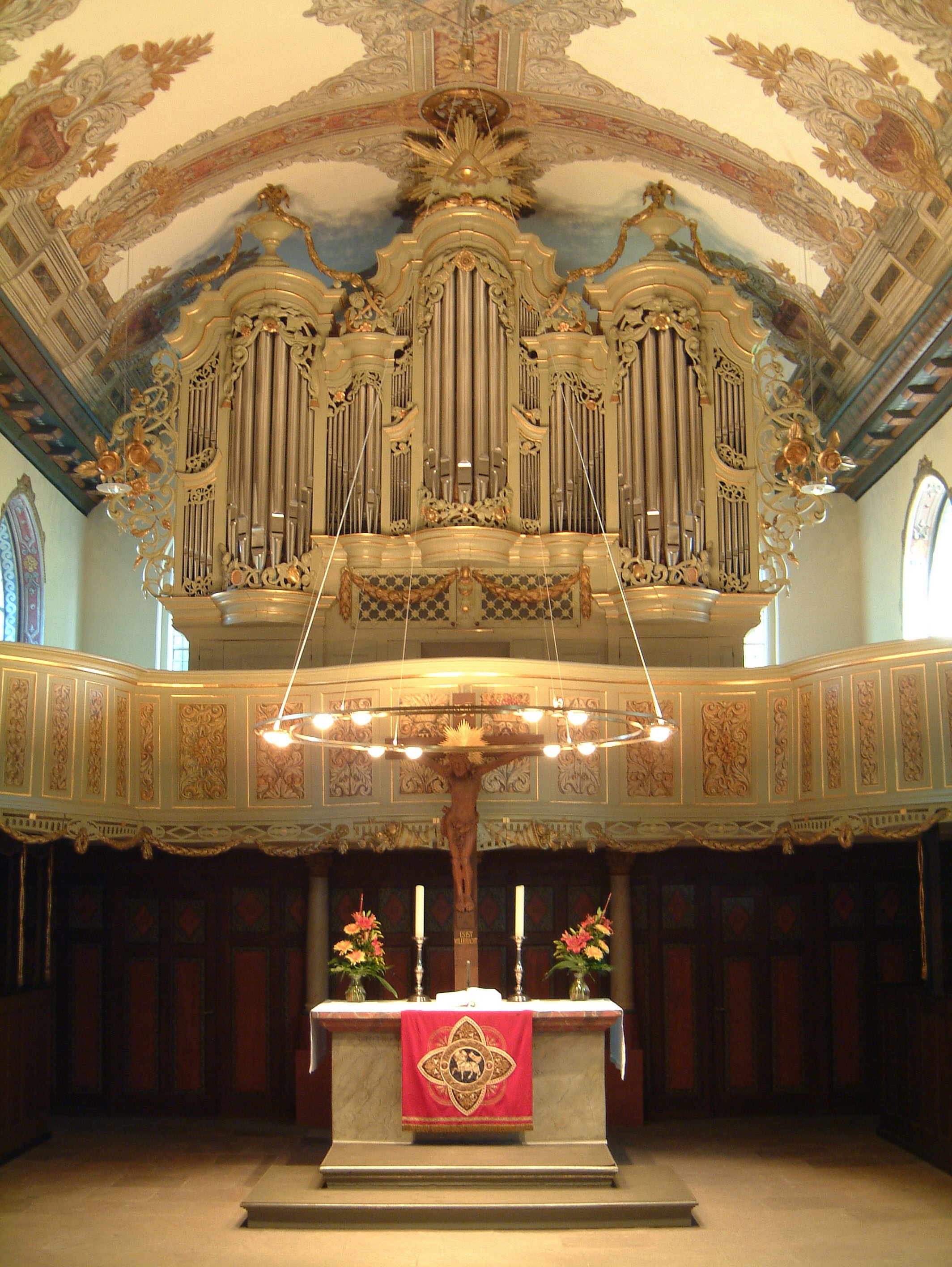
Innenraum mit Altar und Ostempore

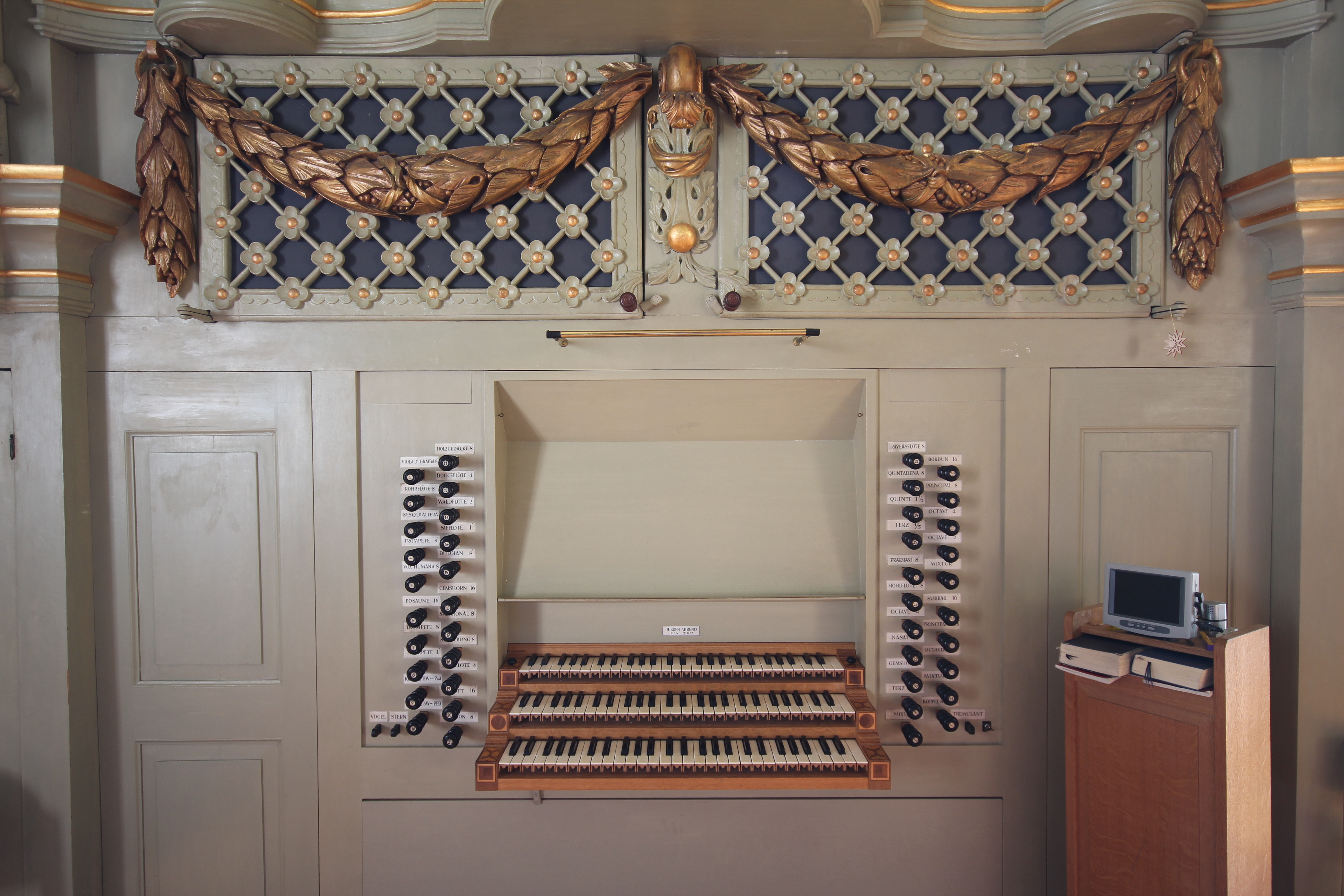
Spieltisch der Ahrend-Orgel

Die erste Orgel wurde 1714 von Arp Schnitger gebaut. Sie verfügte über 18 Register auf zwei Manualen und angehängtem Pedal. 1792 wurde das Instrument verkauft; über den Verbleib ist nichts bekannt. Nachdem 1790 ein Vertrag über einen Orgelneubau mit Hinrich Just Müller geschlossen worden war, verzögerte sich das Projekt durch die Verlängerung des Chors im Jahr 1793. Müller schuf 1795 einen zweimanualigen Neubau mit 30 Registern, von dem noch der Rokoko-Prospekt erhalten ist. Der neunachsige Prospekt hat einen überhöhten Mittelturm, der von dem Auge der Vorsehung im goldenen Strahlenkranz bekrönt und von dreigeschossigen schmalen Flachfeldern flankiert wird. Zwei niedrige schmale Rundtürme gehen in Flachfelder über. An die Rundtürme des Pedals mit bekrönenden Vasen schließen sich zweigeschossige Flachfelder an, die an den Seiten Blindflügel mit filigranem Rankenwerk und Blüten aufweisen.
Im Zuge der Kirchenrenovierung erfolgte 1911 der dritte Orgelneubau durch P. Furtwängler & Hammer (III/P/38) mit pneumatischer Traktur. Das vierte Werk von Alfred Führer aus den Jahren 1964–1966 (III/P/40) wurde 2001 von Orgelbauer Anton Škrabl mit neuem Gehäuse in die Evangelische Kirche von Saarlouis überführt. Im Jahr 2002 wurde die fünfte Orgel durch Jürgen Ahrend hinter dem historischen Müller-Prospekt gebaut. Sie verfügt über 39 Register auf drei Manualen und selbstständigem Pedal und weist folgende Disposition auf:
| I Hinterwerk C–f3 |        |
| Gemshorn          | 16′    |
| Praestant         | 08′    |
| Salicional        | 08′    |
| Hohlflöte         | 08′    |
| Schwebung0        | 08′    |
| Octav             | 04′    |
| Spitzflöte        | 04′    |
| Nasat             | 2 ⁄3′  |
| Gemshorn          | 02′    |
| Terz              | 1 3⁄5′ |
| Mixtur IV         |        |
| Fagott            | 16′    |
| Basson            | 08′    |

| II Hauptwerk C–f3 |     |
| Bordun            | 16′ |
| Principal         | 08′ |
| Viola di Gamba0   | 08′ |
| Rohrflöte         | 08′ |
| Octave            | 04′ |
| Octave            | 02′ |
| Sesquialtera II   |     |
| Mixtur IV         |     |
| Trompete          | 08′ |
| Vox humana        | 08′ |

| III Brustwerk C–f3 |       |
| Traversflöte       | 08′   |
| Holzgedackt0       | 08′   |
| Quintadena         | 08′   |
| Douceflöte         | 04′   |
| Waldflöte          | 02′   |
| Quinte             | 1 ⁄3′ |
| Sifflöte           | 01′   |
| Terz               | 04⁄5′ |
| Dulzian            | 08′   |

| Pedal C–f1    |     |
| Subbaß        | 16′ |
| Principalbaß0 | 08′ |
| Octavbaß      | 04′ |
| Mixtur IV     |     |
| Posaune       | 16′ |
| Trompete      | 08′ |
| Trompete      | 04′ |

- 39 Register, 3 Manuale und Pedal
- Koppeln: I/II, III/II, II/P, I/P.
- Nebenregister: Tremulant, Zimbelstern, Vogelgesang.
- Ca. 2.450 Pfeifen
- Traktur:
  - Tontraktur: Mechanisch
  - Registertraktur: Mechanisch
- Windversorgung:
  - Winddruck: 71 mmWS
- Stimmung:
  - Höhe a1= 440 Hz bei 17,5 °C
  - Wohltemperierte Stimmung (Werkmeister III modifiziert)